# کوریئوایراچینا (ویلکامبانا)
کوریئوایراچینا (به اسپانیایی: Corihuayrachina) یک کوه در پرو است. کوریئوایراچینا ۵٬۴۰۴ متر بالاتر از سطح دریا واقع شده‌است.